# Tour della nazionale maschile di rugby a 15 delle Tonga 1973
Nel 1973 la nazionale tongana di rugby a 15 intraprese un tour di 10 date in Australia, comprensive di due test match contro gli Wallabies.
Gli altri 8 incontri furono contro formazioni statali o suddivisioni regionali delle stesse; il tour durò un mese tra giugno e luglio.
Il risultato finale fu di 3 vittorie nelle 8 gare provinciali, ma di una gara a testa nei test match, prima vittoria di Tonga sugli australiani.
Il tour iniziò con una vittoria ad Adelaide contro la selezione dell'Australia Meridionale e una sconfitta a Melbourne contro Victoria, ma fu a Sydney, nel confronto con la locale federazione cittadina che organizza lo Shute Shield, che Tonga si mise in luce, battendo i più quotati avversari per 19-14 (tre mete a testa, ma un piazzato e una trasformazione in più rispetto agli avversari).
Gli isolani si presentarono al primo test match sulla scia di due sconfitte, contro il N. Galles del Sud e a seguire contro la squadra del Territorio della Capitale.
Al Cricket Ground di Sydney l'Australia vinse 30-12 rimanendo sempre in controllo del risultato.
Anche il secondo test fu preceduto da una sconfitta, maturata a Young – nell'entroterra del Nuovo Galles del Sud – contro la formazione del NSW Country, per 11-22; al Ballymore di Brisbane, tuttavia, Tonga riuscì nel finale a ribaltare con due mete il risultato che la vedeva soccombere 11-8 ancora a pochi minuti dal termine; il gioco tongano suscitò talmente interesse che lo stesso sindaco di Brisbane si era offerto di pagare le spese di soggiorno alla nazionale ospitata perché rimanesse a disputare un terzo test match per spareggiare la serie, anche se la proposta non ebbe un seguito.
Di nuovo a Brisbane, Tonga fu sconfitta nel penultimo incontro del tour contro il Queensland per 10-18, e chiuse con una vittoria a Toowoomba contro la selezione del Darling Downs, un sottocomitato di una zona rurale dello stesso Queensland.

## Risultati

### Itest match
| Arbitro: | Roger Vanderfield |

|                                      |      |            |
| Hipwell Cole Richardson Stephens (2) | mt   | Tupi Latu  |
| McGill (2)                           | tr   | Ma'ake (2) |
| Fay Richardson                       | drop |            |

| Arbitro: | Rob Burnett |

|              |    |                         |
| Cole Tindall | mt | Mafi Vave Kavapalu Latu |
| McGill       | tr |                         |

### Gli altri incontri
| Adelaide 6 giugno 1973 | Austr. Meridionale | 6 – 29 referto | Tonga XV | Hindmarsh Stadium |

| Melbourne 9 giugno 1973 | Victoria | 13 – 10 referto | Tonga XV | Olympic Park |

| Sydney 11 giugno 1973 | Sydney RU | 14 – 19 referto | Tonga XV | North Sydney Oval |

| Sydney 16 giugno 1973 | N. Galles del Sud | 18 – 0 referto | Tonga XV |  |

| Canberra 19 giugno 1973                                        | ACT RU | 17 – 6 referto | Tonga XV | Manuka Oval |
| Weatherstone (2) Lord mt Cuthel tr c.p. Mafi Weatherstone drop |        |                |          |             |
|                                                                |        |                |          |             |
| Weatherstone (2) Lord                                          | mt     |                |          |             |
| Cuthel                                                         | tr     |                |          |             |
|                                                                | c.p.   | Mafi           |          |             |
| Weatherstone                                                   | drop   |                |          |             |

| Young 27 giugno 1973                                                 | NSW Country | 22 – 11 referto | Tonga XV | Cranfield Oval |
| Weatherstone Cornelson mt Ponua (2) Payton tr Payton (4) c.p. Ma'ake |             |                 |          |                |
|                                                                      |             |                 |          |                |
| Weatherstone Cornelson                                               | mt          | Ponua (2)       |          |                |
| Payton                                                               | tr          |                 |          |                |
| Payton (4)                                                           | c.p.        | Ma'ake          |          |                |

| Brisbane 3 luglio 1973 | Queensland | 18 – 10 referto | Tonga XV | Ballymore Stadium |

| Toowoomba 7 luglio 1973 | Downs | 9 – 12 referto | Tonga XV |  |